# Nicolaj Thomsen
Nicolaj Thomsen (ur. 8 maja 1993 w Skagen) – duński piłkarz grający na pozycji lewego pomocnika. Jest zawodnikiem klubu SønderjyskE Fodbold.

## Kariera klubowa
Swoją karierę piłkarską Thomsen rozpoczął w klubie Aalborg BK. W 2011 roku awansował do pierwszej drużyny Aalborga. 4 kwietnia 2012 zadebiutował w niej w Superligaen w przegranym 1:2 domowym meczu z FC Midtjylland. 11 listopada 2013 w wygranym 4:1 spotkaniu z Randers FC strzelił swojego pierwszego gola w lidze duńskiej. W sezonie 2013/2014 wywalczył swoje pierwsze w karierze mistrzostwo kraju. W maju 2014 wystąpił w wygranym 4:2 finale Pucharu Danii z FC København.
Latem 2016 Thomsen przeszedł do FC Nantes, w którym zadebiutował 13 sierpnia 2016 w wygranym 1:0 meczu z Dijon FCO. W tym spotkaniu strzelił również pierwszą bramkę w Ligue 1. W Nantes grał przez pół roku.
Na początku 2017 roku Thomsen został zawodnikiem FC København. W zespole z Kopenhagi wystąpił po raz pierwszy 15 lipca 2017 w zremisowanym 1:1 domowym spotkaniu z Aalborgiem. W sezonie 2018/19 wywalczył wraz z zespołem drugie mistrzostwo Danii w karierze.
5 sierpnia 2021 został piłkarzem norweskiej Vålerengi Fotball. W Eliteserien zadebiutował 15 sierpnia 2021 w zremisowanym 1:1 spotkaniu z Tromsø IL.
24 stycznia 2022 przeszedł do SønderjyskE Fodbold.
| Sezon   | Klub                | Kraj     | Rozgrywki   | Mecze | Bramki |
| ------- | ------------------- | -------- | ----------- | ----- | ------ |
| 2011/12 | Aalborg BK          | Dania    | Superligaen | 6     | 0      |
| 2012/13 | Aalborg BK          | Dania    | Superligaen | 21    | 0      |
| 2013/14 | Aalborg BK          | Dania    | Superligaen | 33    | 4      |
| 2014/15 | Aalborg BK          | Dania    | Superligaen | 29    | 0      |
| 2015/16 | Aalborg BK          | Dania    | Superligaen | 33    | 6      |
| 2016/17 | FC Nantes           | Francja  | Ligue 1     | 13    | 1      |
| 2016/17 | FC København        | Dania    | Superligaen | 0     | 0      |
| 2017/18 | FC København        | Dania    | Superligaen | 17    | 0      |
| 2018/19 | FC København        | Dania    | Superligaen | 29    | 3      |
| 2019/20 | FC København        | Dania    | Superligaen | 13    | 0      |
| 2020/21 | FC København        | Dania    | Superligaen | 6     | 0      |
| 2021    | Vålerenga Fotball   | Norwegia | Eliteserien | 12    | 1      |
| 2021/22 | SønderjyskE Fodbold | Dania    | Superligaen |       |        |

Stan na: 14 lutego 2022

## Kariera reprezentacyjna
W swojej karierze Thomsen występował w młodzieżowych reprezentacjach Danii. W 2015 roku wystąpił z reprezentacją U-21 na Mistrzostwach Europy U-21. W dorosłej reprezentacji Danii zadebiutował 18 listopada 2014 w przegranym 0:2 towarzyskim meczu z Rumunią, rozegranym w Bukareszcie.